# Cobra soft
Cobra soft (ou Cobrasoft) est une ancienne marque commerciale de développement et d'édition de jeu vidéo, d'utilitaires et de jeux éducatifs, créée en 1984 par Bertrand Brocard et Gilles Bertin. La société a principalement édité des logiciels sur Amstrad CPC, Oric et TO7.

## Historique
Cobra soft s'est différencié par l'édition des jeux de la série Meurtre ou, en plus du support du jeu, on trouvait des indices véritables que l'on pouvait utiliser quand on les trouvait dans le jeu.
La marque était la propriété de la société  ARG Informatique, une société d'informatique de loisir créée en 1983 par Gilles Bertin et Bertrand Brocard. Ce dernier était auparavant imprimeur au sein de la société ARG (Atelier de Réalisation Graphique) qu'il avait créée ; Gilles Bertin travaillait sur les premiers microprocesseurs (6502, Zilog Z80) et les premiers micro-ordinateurs (Apple 2) au sein de Creusot-Loire, société intégrée ensuite dans Framatome. Ils ont édité leurs premiers jeux vidéo au sein d'ARG informatique avant de créer en 1984 le label CobraSoft.
La société ARG Informatique, non dissoute mais sans activité, a été radiée d'office par l'INSEE le 31 octobre 1991.
Depuis 2016, les archives de Cobra Soft sont conservées au Conservatoire national du jeu vidéo (CNJV, à Chalon-sur-Saône).
En 2023, l'artiste et cartographe Laurent Gontier a conçu une transposition analogique du jeu Meurtres en série (1987).  

## Liste des jeux
| Année | Nom                                                                           | Auteurs                                                              | Machine |
| ----- | ----------------------------------------------------------------------------- | -------------------------------------------------------------------- | --- |
| 1985  | 1815                                                                          | Bertrand Brocard et Alain Savetier                                   | Amstrad CPC, Oric Atmos, Oric 1, Thomson TO7/70, Thomson TO9, Thomson MO5                                                                |
| 1985  | Absurdity                                                                     |                                                                      | Amstrad CPC |
| 1985  | Arcadie : Inferno + Vicky le jardinier                                        |                                                                      | Oric |
| 1987  | Cessna over Moscow (édité par Hitech Productions)                             |                                                                      | Amstrad CPC |
|       | Le lièvre et la tortue                                                        | Gilles Bertin                                                        | Oric |
|       | J'apprends le langage Forth                                                   | Gilles Bertin                                                        | Oric |
| 1985  | Challenger Reversi                                                            |                                                                      | Amstrad CPC, Oric Atmos, Oric 1, MSX |
|       | Disquette jeux Amstrad (regroupe Cobra Force 4, Mission Detector et Stress !) |                                                                      | Amstrad CPC |
|       | Durendal                                                                      | Léopold Galland et Louis Bravard                                     | Oric Atmos, Oric 1 |
|       | Echecs 3.7                                                                    | Henky Heijnen                                                        | Thomson MO5, Thomson TO7/70 |
|       | Formule 1                                                                     |                                                                      | Oric 1, Oric Atmos |
|       | Hollywood Palace                                                              |                                                                      | Amstrad CPC |
|       | Hyperspace 4                                                                  | Bertrand Brocard                                                     | Amstrad CPC, Oric Atmos, Oric 1 |
| 1985  | Le Château de la Mort                                                         |                                                                      | Thomson TO7, Thomson TO7/70, Thomson TO9, Thomson MO5                                                                                    |
| 1985  | Mission Detector                                                              |                                                                      | Amstrad CPC |
|       | Mots croisés                                                                  |                                                                      | Oric |
| 1985  | Am-stram-dames                                                                | Roland Morla                                                         | Amstrad CPC |
| 1985  | Atlantis,                                                                     | Serge Querné et Nicolas Rennert                                      | Amstrad CPC, Oric Atmos, Oric 1, Thomson TO7/70, Thomson MO5, ZX Spectrum                                                                |
| 1985  | A.T.M. Air Terre Mer                                                          | Olivier Patouillard                                                  | Oric 1, Oric Atmos |
| 1985  | Cobra                                                                         |                                                                      | |
| 1985  | Cobra Pinball                                                                 | Gilles Bertin                                                        | Amstrad CPC, Oric Atmos, Oric 1 |
| 1985  | Dossier G. (Affaire Greenspace)                                               | Daniel Lefevre                                                       | Amstrad CPC, Oric 1, Oric Atmos, Thomson TO7/70, Thomson MO5, ZX Spectrum                                                                |
| 1985  | Force 4                                                                       |                                                                      | Amstrad CPC |
| 1985  | Hist quiz                                                                     |                                                                      | |
| 1985  | La ville infernale                                                            | Michel Fernandez et ARG Informatique                                 | Amstrad CPC |
| 1985  | Meurtre à grande vitesse                                                      | Bertrand Brocard                                                     | Amstrad CPC, Atari ST, Commodore 64 & Plus 4, ExelVision, MSX, Oric Atmos, Oric 1, ZX Spectrum, Thomson TO7/70, Thomson TO9, Thomson MO5 |
| 1985  | Meurtres sur l'atlantique                                                     | Bertrand Brocard et Marie-Anne Alison                                | Amstrad CPC, Thomson TO/MO |
| 1985  | Night Boosters                                                                | Gilles Bertin                                                        | Amstrad CPC |
| 1985  | Stress !                                                                      |                                                                      | Amstrad CPC, Oric Atmos, Oric 1, Thomson MO5                                                                                             |
| 1986  | Division blindée                                                              | Alain Savetier                                                       | |
| 1986  | HMS Cobra - Convois pour Mourmansk                                            | Bertrand Brocard et Roland Morla                                     | Amstrad CPC, Thomson TO9 |
| 1986  | Histoire d'Or                                                                 | Jacky Adolphe et Gilles Bertin                                       | Amstrad PCW, Amstrad CPC |
| 1987  | Le Chevalier blanc                                                            |                                                                      | Amstrad CPC |
| 1987  | Dames 3D Champion                                                             | Roland Morla                                                         | |
| 1987  | Meurtres en série                                                             | Bertrand Brocard, Gilles Bertin et Chistian Descombes                | Amstrad CPC, Atari ST, Compatible PC, Thomson TO/MO                                                                                      |
| 1987  | Les Ripoux                                                                    | Bertrand Brocard, Gilles Bertin et Chistian Descombes                | Amstrad CPC, Atari ST, Compatible PC, Thomson TO/MO                                                                                      |
| 1988  | Action service (version anglaise de Combat Source)                            | Bertrand Brocard et Jacky Adolphe, Daniel Coissard, Dominique Fusina | Amstrad CPC, Atari ST, Compatible PC |
| 1988  | Balloon Raid                                                                  | Joerg Sieslack                                                       | Commodore 64 |
| 1988  | La marque jaune                                                               |                                                                      | Amstrad CPC, Thomson TO/MO |
| 1988  | Maxi Bourse International                                                     | Jacky Adolphe, Bertrand Brocard, Dominique Fusina et JM Baudequin    | Thomson TO/MO |
| 1988  | Meurtres à Venise                                                             | Nathalie Delance et Daniel Coissard                                  | Amstrad CPC, Thomson TO/MO |
| 1988  | Turlogh le rôdeur                                                             | Jacky Adolphe, JM Baudequin, MC Gallavardin et Charles Callet        | Amstrad CPC, Atari ST, Thomson TO/MO |
| 1990  | Cowboy Kidz                                                                   | Andrew Carter                                                        | |

## Liste des utilitaires
- Basic Turbo
- Character
- D.A.O (Dessin Assisté par Oric)
- D.A.O Amstrad
- Data Save
- Forth
- Kit Programmeur Amstrad
- Kit Programmeur Oric
- KitEcran
- Logo Amstrad en français
- Magic Painter
- Oric Basic Plus
- SuperCopy
- Supercopy Amstrad
- Tortue Logic
- Utilitaire disquette

## Liste des jeux éducatifs
- Cal'Oric
- Disquette Éducative Amstrad 1
- Disquette Éducative Amstrad 2
- Éducatif 1 - mémoram
- Éducatif 2 - Pluriel / Amstern
- Éducatif 3 - Nombres / Dico
- Éducatif 4 - Mathasard
- Éducatif 5 - Ortho-Reperes
- Éducatif 6 - Vocabulaire
- Éducatif 7 - conjugaison
- Éducatif 8 - Cours'Auto
- Hist'Oric
- Histo-Quiz (Multi Quiz)
- Le lièvre et la Tortue
- Oenol'Oric
- Planète Bleue

## Liste des autres logiciels
- Amstral
- Bibliofiches
- Biorythmes
- Carnet d'adresses
- Facturation
- Finances
- Graphologie
- Micro'Gestion
- Ordi - Tiercé
- Oric-Gestion 1
- Point-Com
- Polyfichier Amstrad
- Polyfichier Oric

## Liste des livres
- Gilles Bertin, Au cœur de l'Oric Atmos, Collection INFORM'atic, 144 pages. [présentation en ligne]